# Хам Нгі
Хам Нгі (в'єт. Hàm Nghi; 3  серпня 1872 — 4 січня 1943) — 8-й імператор династії Нгуєн в державі Дайнам, який володарював з 2 серпня 1884 року до 19 вересня 1885 року. Храмове ім'я відсутнє.

## Життєпис
Онук імператора Тхієу Чі. Молодший син Нгуєн Фук Хонг Кая, куокконга (на кшталт герцога) Кієн, від наложниці Фан Тхі Нян. Народився 1872 року в Хюе, отримавши ім'я Фук Инг Літь, згодом змінив його на Фук Мінь.
У 1884 році після повалення імператора Кієн Фука оголошений новим володарем Дайнаму під девізом Хам Нгі. Втім фактична влада знаходилася у регентської ради на чолі із Нгуєн Ван Тионгом і Тон Тхан Тхюєтом.
Разом з тим французькі представники продовжували посилювати вплив в державі, постійно обмежуючи імператора. Так на вимогу французького посла Жюля Патенотра дес Нуає, Хам Нгі змушен був вдруге разом зі двором здійснити церемонію своєї інтронізації перед генеральним резидентом. Також французькі чиновники утворили представництва в 7 провінціях Тонкіна. Також французи наказали перекладати титул хоанде (імператор) французькою як «король».
Все це призвело до загального невдоволення. Приводом стало укладання 9 червня 1885 року Тяньцзіньського франко-цінського договору, за яким Китай відмовлявся від зверхності над Дайнамом. Зрештою 4 липня 1885 року у Дайнамі почалося повстання мандаринів, яке підтримав рух опору «Канвионг». Невдовзі його очолили регенти Нгуєн Ван Тионг і Тон Тхан Тхюєт. У відповідь французький генерал Анрі Руссель де Курсі бомбардував Хюе, захопивши заборонене місто.
Хам Нгі разом з Тон Тхат Тхюетом втік у гори Лаосу, де очолив партизанську війну проти французів. Останні поставили на трон його брата Донг Кханя.
У жовтні 1888 роки після низки поразок колишнього імператора було арештовано в таборі біля річки Най власним охоронцем Чанг Куанг Нгоком. 2 листопада його передали французьким офіцерам, а 12 грудня — заслано до Алжиру. 1904 року одружився з алжирською француженкою Марсель Лалу. Помер 1943 року в Ель-Біарі (Алжир). 1965 році перепоховано в Тонаку (Франція), поблизу якого мав маєток.